# Storia della contraccezione

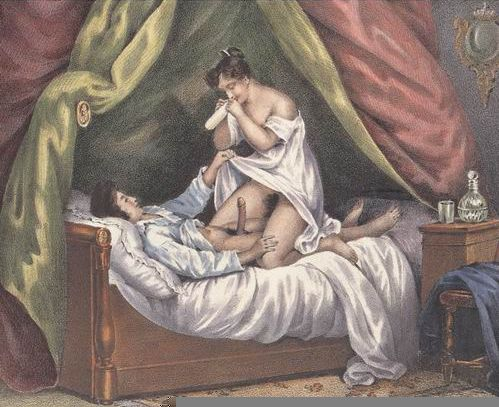
L'amante prudente (Vorsichtige Die Geliebte) in una litografia di Octave Tassaert (1800-1874). La donna gonfia un profilattico per verificarne la sua buona condizione, prima di essere immesso sul pene precedentemente al rapporto sessuale. La preoccupazione per una gravidanza indesiderata ha segnato l'atteggiamento individuale e sociale verso il sesso eterosessuale. La separazione pratica della sessualità con la riproduzione si è diffusa con lo sviluppo e l'utilizzo di metodi contraccettivi a partire dalla seconda metà del XX secolo.

La storia della contraccezione è una delle discipline di storia della medicina che studia l'evoluzione della contraccezione attraverso il tempo.

## Separazione tra sessualità e riproduzione
L'origine del controllo delle nascite e della contraccezione deve risalire alla scoperta fatta dai nostri antenati dell'associazione intercorrente tra la pratica del rapporto sessuale e la possibilità di gravidanza nelle donne fertili. Anche se in generale la conferma della fertilità venne considerata favorevolmente fino al punto che l'infertilità fu considerata una maledizione o un castigo, si desiderò anche controllare la riproduzione per adeguarla ai momenti più favorevoli, facilitarla o impedirla a seconda di varie circostanze socioeconomiche.
In questo lungo percorso storico la voluta separazione tra sessualità e riproduzione cominciò a manifestarsi più chiaramente nel corso del XVIII secolo con l'aumento della pratica del "matrimonio per amore", in cui non contava più solamente la discendenza, e con la diffusione dei primi metodi anticoncezionali. Sigmund Freud scrisse nel 1898:

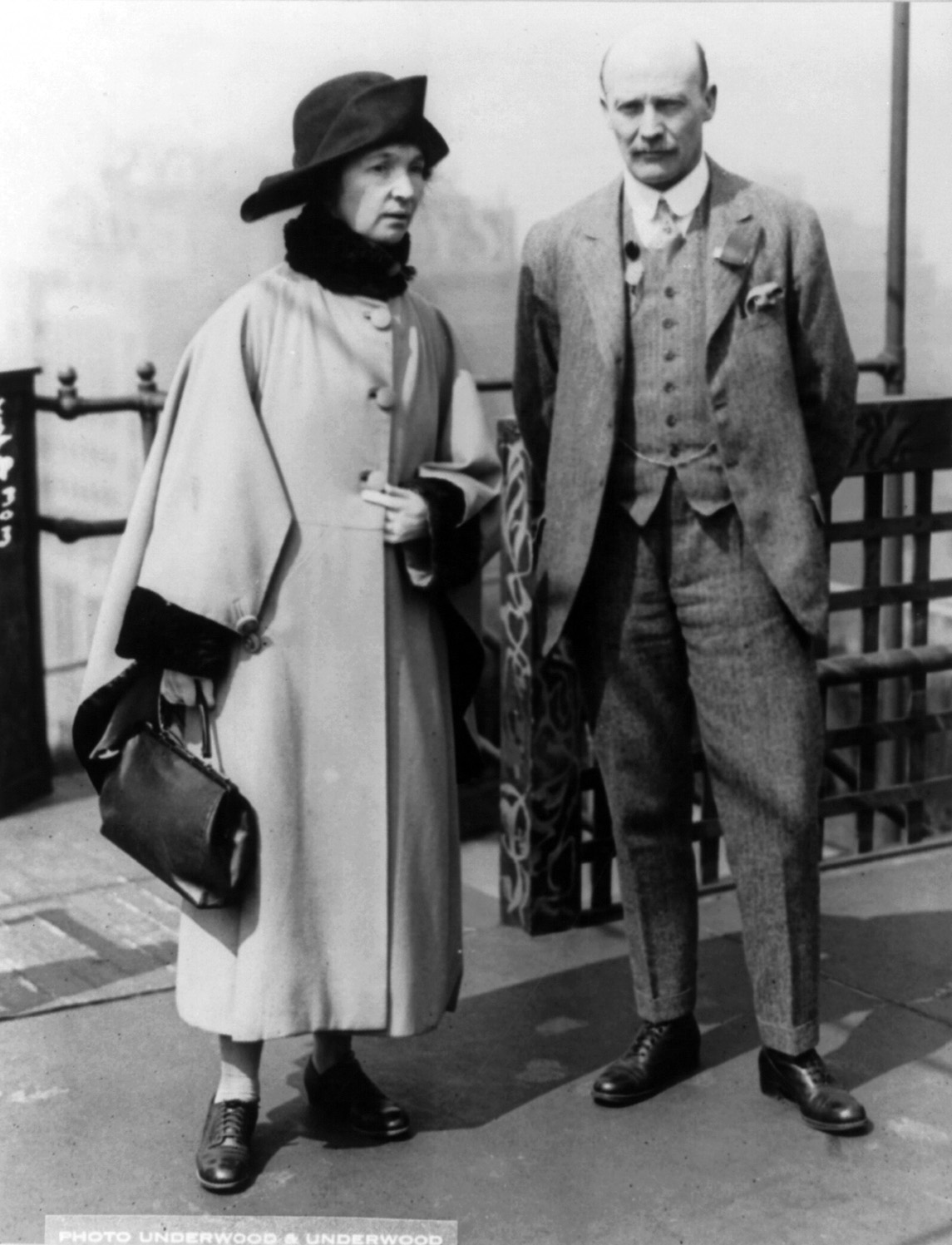
L'attivista a favore della contraccezione e pioniera dei diritti riproduttivi Margaret Sanger in compagnia del riformatore sociale Charles Drysdale, all'apertura della sesta conferenza internazionale sul controllo delle nascite promossa dal neo-malthusianesimo.

### Neomalthusianesimo: sessualità e procreazione cosciente
Il neo-malthusianesimo fu molto in auge specialmente alla fine del XIX secolo e agli inizi del XX, estendendo la sua influenza per tutta la prima metà del XX secolo. Esso è principalmente un'attualizzazione della teoria demografica, sociale e della popolazione di Thomas Robert Malthus il quale considerava corretta la sua teoria esposta nel Saggio sul principio di popolazione (1798), indicante che la popolazione sta crescendo ad un ritmo geometrico e che il tasso di progressione porterebbe inevitabilmente ad una "catastrofe malthusiana", pertanto l'esorbitante crescita demografica dovrebbe essere a tutti i costi evitata; le sue opinioni però discrepavano nei riguardi delle misure che si sarebbero dovute prendere per tenere sotto controllo la crescita generale della popolazione.
La riproduzione illimitata viene considerata dal neomalthusianesimo come un problema che colpisce soprattutto le classi più povere con grandi famiglie allargate e conseguentemente condannate alla miseria più nera. Proporre la consapevolezza sociale e la limitazione individuale del tasso di natalità viene considerato necessario per prevenire la sovrappopolazione.
Di fatto la separazione tra sessualità e riproduzione e la difesa della "maternità libera", la procreazione cosciente, la promozione della pianificazione familiare, l'uso e la diffusione dei metodi anticoncezionali (principalmente profilattico e diaframma (contraccezione)) così come la pratica dell'aborto; considerando inadeguati gli ostacoli tradizionali repressivi del malthusianesimo: repressione sessuale, castità, matrimonio ritardato, carestie, epidemie e guerre.
La diffusione generalizzata dei metodi contraccettivi nella seconda metà del XX secolo ha stabilito per la prima volta nella storia dell'umanità la reale possibilità della separazione tra la sessualità e la riproduzione.

### Religione e sessualità
Il rapporto tra religione e sessualità varia a seconda delle diverse confessioni religiose. Si tratta di un fattore chiave a cui possono riferirsi fatti diversi quali il matrimonio, le pratiche omosessuali, l'adulterio. Per alcuni, come Michel Foucault, il controllo della sessualità è un'altra forma di controllo sociale.

#### Chiesa cattolica: divieto sulla contraccezione
La morale sessuale cattolica si è sempre dimostrata restrittiva nei riguardi dell'uso di metodi anticoncezionali poiché sostiene che i due scopi primari del matrimonio siano l'aiuto reciproco e la procreazione. Soprattutto si basa sull'idea che la relazione sessuale dovrebbe essere "unitiva e procreativa", cioè aperta alla vita (il che non significa che ogni relazione debba produrre un figlio).
Per tali motivazioni la dottrina cattolica difende e promuove i metodi naturali di regolazione della fertilità. Eccetto che in ramificazioni dell'eresia quali il manicheismo e il catarismo questo principio è stato ribadito più volte: l'enciclica Arcanum Divinae del 1880 di papa Leone XIII, la Casti Connubii del 1930 di Pio XI (in cui qualsiasi tipo di contraccezione viene respinta), l'Humanae Vitae del 1968 di Paolo VI (contro l'aborto e ogni forma di controllo della natalità).

#### Chiesa anglicana: legittimità e tolleranza nei riguardi della contraccezione
La Chiesa anglicana, durante la Conferenza di Lambeth del 1930 presieduta dall'arcivescovo di Canterbury Cosmo Lang, ha dichiarato legittimo il ricorso alla contraccezione non solo mediante la continenza ma anche attraverso altri mezzi, sebbene in forma limitata. Altre dichiarazioni successive, come la "conferenza di Lambeth" del 1958 e il "Consiglio Nazionale delle Chiese di Cristo" del 1961 svoltosi negli Stati Uniti d'America, corroborarono e precisarono la posizione al riguardo non ponendo nessuna restrizione all'uso, degli ultimi metodi contraccettivi disponibili in quel momento, la pillola anticoncezionale e la spirale intrauterina (DIU).

## Divieto di contraccezione
Non solo la contraccezione era vietata nella Spagna e in altri paesi rifacentisi al cattolicesimo, ma lo fu anche negli Stati Uniti. A partire dal 1873 le "Comstock laws" proibivano l'utilizzo del servizio postale non solo per gli oggetti anticoncezionali, ma anche sui semplici dépliant informativi nei riguardi della contraccezione. La contraccezione rimase vietata anche in molti stati federati degli Stati Uniti d'America.
L'infermiera e attivista per i diritti riproduttivi Margaret Sanger, fondatrice della "American Birth Control League" (oggi rinominata Planned Parenthood) venne costretta a rifugiarsi in Inghilterra per evitare di essere perseguitata a causa della distribuzione di informazioni in forma scritta sulla contraccezione.
I soldati statunitensi furono gli unici, durante la prima guerra mondiale, a non aver accesso al profilattico. Era anche proibito dare informazioni orali, da parte di un medico, sui contraccettivi ai pazienti; tale divieto proseguì nello Stato del Connecticut per le coppie sposate fino al 2001 (data della decisione da parte della Corte suprema degli Stati Uniti d'America sul caso "Griswold v. Connecticut". Per l'intera popolazione federale, sposata o meno, il divieto è durato fino al 1972 (con il caso "Eisenstadt v. Baird").

## Fattori del boom del contraccettivo nel XX secolo
Prima della diffusione capillare dei metodi contraccettivi nella seconda metà del XX secolo si intravidero progressi scientifici e sociali in difesa delle informazioni e dell'accesso alla contraccezione; il momento culminante giunse fin dagli inizi del XX secolo tramite le figure della succitata Margaret Sanger negli Stati Uniti e di Marie Stopes nel Regno Unito. Tra i fattori che sono intervenuti nella diffusione dei metodi contraccettivi in quasi tutto il mondo ci sono:
- il successo riproduttivo. Nel corso del '900 la riproduzione umana ha ottenuto uno straordinario successo, con un elevato tasso di sopravvivenza dei bambini nati e un fortissimo aumento della speranza di vita globale. Grazie all'estensione dei servizi sanitari legati alla riproduzione (ginecologia, ostetricia e pediatria), le abitudini igieniche, una migliore nutrizione, la generalizzazione dell'antibiotico e di altri medicamenti[14];
- lo sviluppo tecnico e la diffusione di metodi contraccettivi efficaci. L'emergere della pillola anticoncezionale nei primi anni sessanta, l'accessibilità ai preservativi e l'uso diffuso della spirale intrauterina, così come di tutti gli altri metodi contraccettivi consentirono una vasta gamma di opzioni con un'elevata efficacia contraccettiva ed un costo economico che può essere considerato relativamente basso:
- evoluzione e modifica della sessualità femminile. La lotta per l'uguaglianza di genere e l'uguaglianza sociale generale intrapresa dal femminismo comprende una doppia rivendicazione: da un lato la possibilità del pieno godimento della sessualità (la salute sessuale) e dall'altro la rivendicazione del controllo della riproduzione in quanto garanzia sanitaria e socioeconomica (salute riproduttiva). La pianificazione familiare è andata di pari passo con la diffusione e l'istruzione nell'uso dei metodi anticoncezionali;
- controllo della riproduzione;
  - controllo della riproduzione da parte dei genitori. Nelle società sviluppate è possibile esercitare una fertilità controllata per due motivi; da una parte gli individui vogliono godere di ogni fase della vita, senza essere legati ad un costante impegno riproduttivo; dall'altra i possibili genitori richiedono condizioni economiche, educative, sociali e psicologiche adatte per i loro discendenti (un'adeguata sicurezza del reddito, una certa stabilità emotiva e sociale e un ridotto numero di discendenti[9])
  - controllo riproduttivo istituzionale e sociale. Il controllo della riproduzione può essere incoraggiata dai governi o dalle istituzioni politiche attraverso la nascita (politica del figlio unico in Cina, promuovendo la pianificazione familiare in India, attraverso la promozione di aiuti alla natalità). In aggiunta vi sono alcune associazioni e gruppi che sostengono la politica antinatalistica e in alcuni casi la non-riproduzione radicale (Childfree, il Movimento per l'estinzione umana volontaria), mentre in altri casi la promozione dello sviluppo del controllo totale della popolazione su posizioni del malthusianesimo e del neo-malthusianesimo ("Optimum Population Trust"): di fronte a coloro che difendono o promuovono la natalità e il natalismo, sia da posizioni religiose che nazionaliste, utilizzando l'aumento della popolazione come arma di interesse strategico[9][14][15][16].

## Storia e sviluppo dei metodi contraccettivi

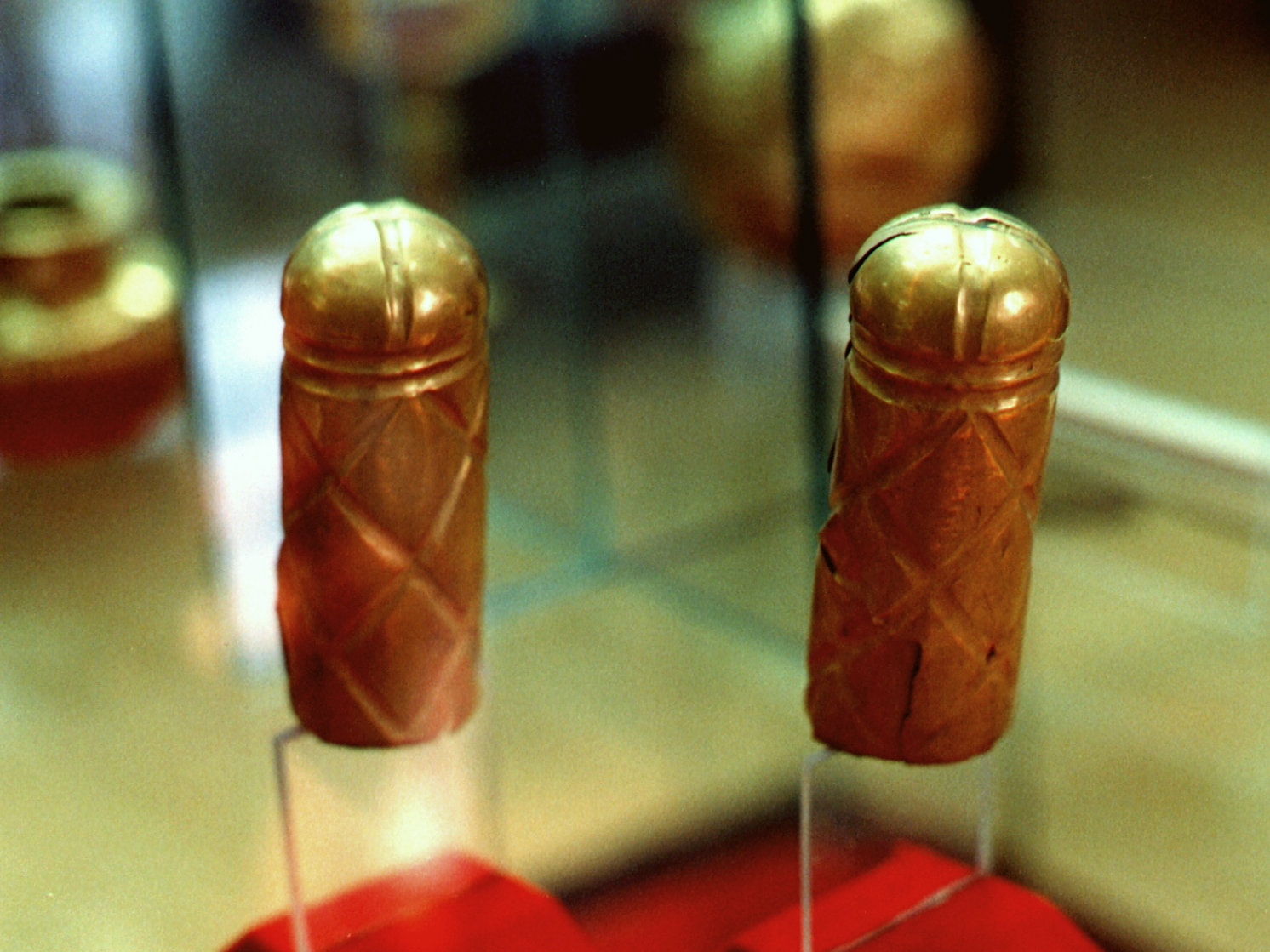
Preservativi in oro, con rilievi geometrici, probabilmente funerari. Alacahöyük, età del bronzo, verso il terzo millennio a.C. Museo delle civiltà anatoliche, Ankara.

### Testi antichi sulla contraccezione
Nel corso della storia si incontrano numerose testimonianze sulla contraccezione.
- Papiro di Petri (1850 a.C.): è il primo testo medico di cui si abbia notizia. In esso sono contenute alcune prescrizioni di controllo delle nascite; una di queste consiglia l'uso di sterco di coccodrillo mescolato con una pasta che deve servire come veicolante, utilizzato in modo sicuro come pessario da inserire nella vagina; un'altra ricetta consisteva in un miele naturale che fungeva da irritatore vaginale abbinato a bicarbonato di sodio.
- Papiro Ebers: viene considerato il secondo testo più importante dell'antica medicina egizia. Esso contiene il primo riferimento ad un "tappo di filato medicato" (..triturare con una misura di miele, inumidire il filato e collocarlo nella vulva della donna)[15].
- Talmud; uno dei massimi libri della tradizione ebraica. Vi si menziona la pratica dell'uso del moch (un termine generico che significa cotone, che in questo caso particolare si riferisce ad un tampone) nelle relazioni sessuali. Nell'Ebraismo sono stati discussi diffusamente i modi e le situazioni ammesse per l'uso di questo e altri tipi di contraccettivi.
- Historia animalium (V secolo a.C.). Questo libro di Aristotele costituisce il primo riferimento greco alla contraccezione: "alcuni impediscono il concepimento ungendo la parte della matrice in cui viene a cadere lo sperma con olio di cedro o con un unguento di piombo mescolato ad incenso e ad olio d'oliva[15][17].
- Sun Ssu Mo; il testo cinese dove viene fatta la menzione più antica alla tecnica anticoncezionale (... prendere un po' di olio e mercurio e lasciar condensare fino a quando non sia diventata una pillola grande come una giuggiola; assumendola a stomaco vuoto previene la gravidanza per sempre)[17].
- Il coito interrotto appare menzionato sia nella Bibbia sia nella tradizione musulmana.
  - Bibbia (Libro del Genesi 38:9-38:10) (... E Onan sapeva che la prole non sarebbe stata la sua, successe pertanto che quando si univa alla moglie di suo fratello finiva col versare il seme sulla terra, perché non desse il seme a suo fratello)[17][18].
  - L'Islam non si oppone alla contraccezione e il coito interrotto appare inizialmente come un metodo contraccettivo menzionato nelle più antiche tradizioni musulmane.

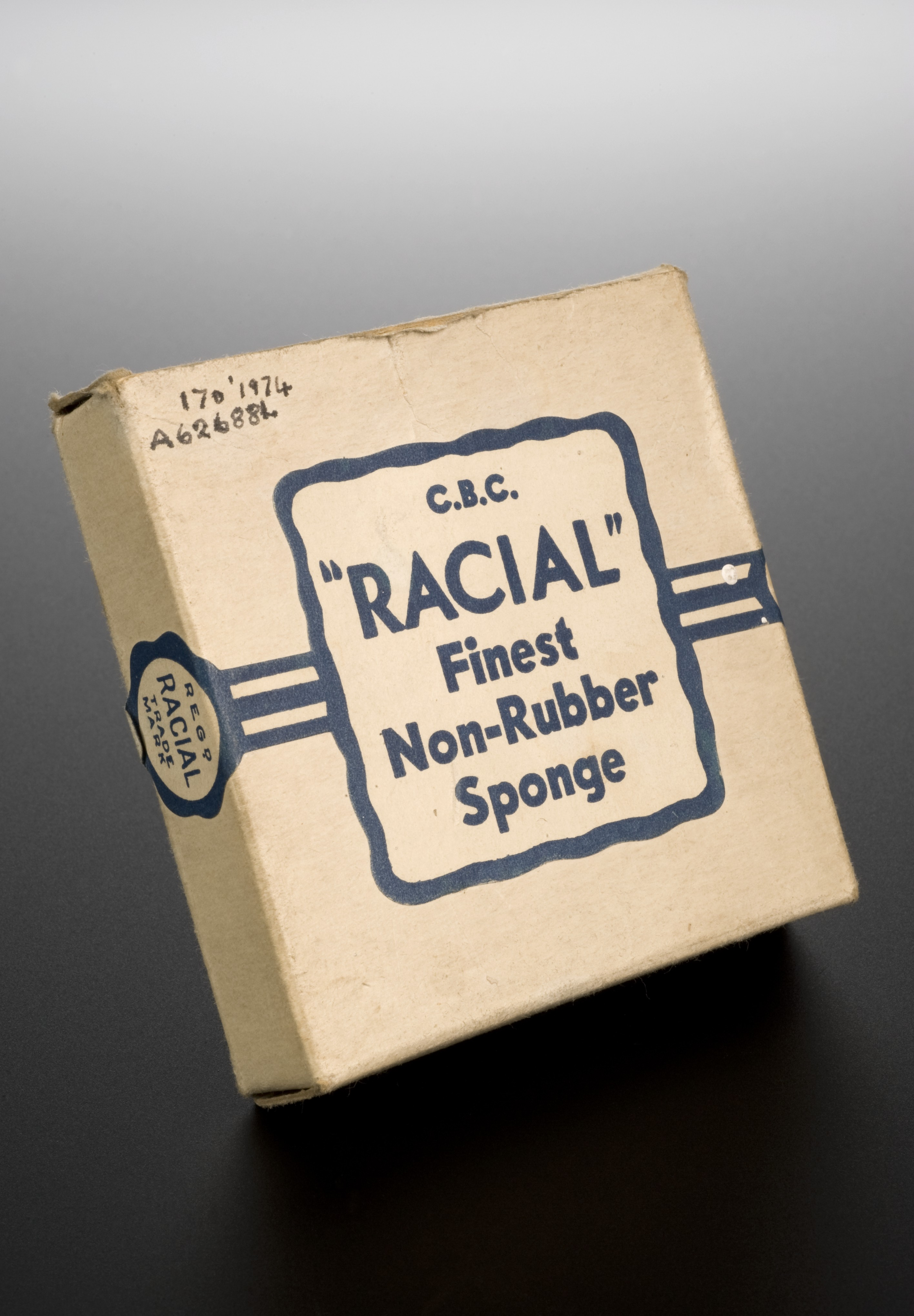
Esempio di confezione contenente spermicida (Regno Unito, 1940-1960).

### Spermicidi
I primi riferimenti scritti allo spermicida vaginale (supposta vaginale che poteva avere anche effetti abortivi) appare nelle scritture su papiro dell'antico Egitto nell'anno attorno al 1850 a.C. Una gran varietà di sostanze sono state utilizzate lungo il corso della storia dell'antico Egitto (carbonato di sodio, aceto, soluzioni di sapone).
Nel 1855 appaiono le supposte di Chinino, nel 1937 sostituite dal contraccettivo vaginale composto di acetato di fenilmercurio. Nel 1950 compare il primo tensioattivo, che rimane il composto principale di tutti gli spermicidi successivi.

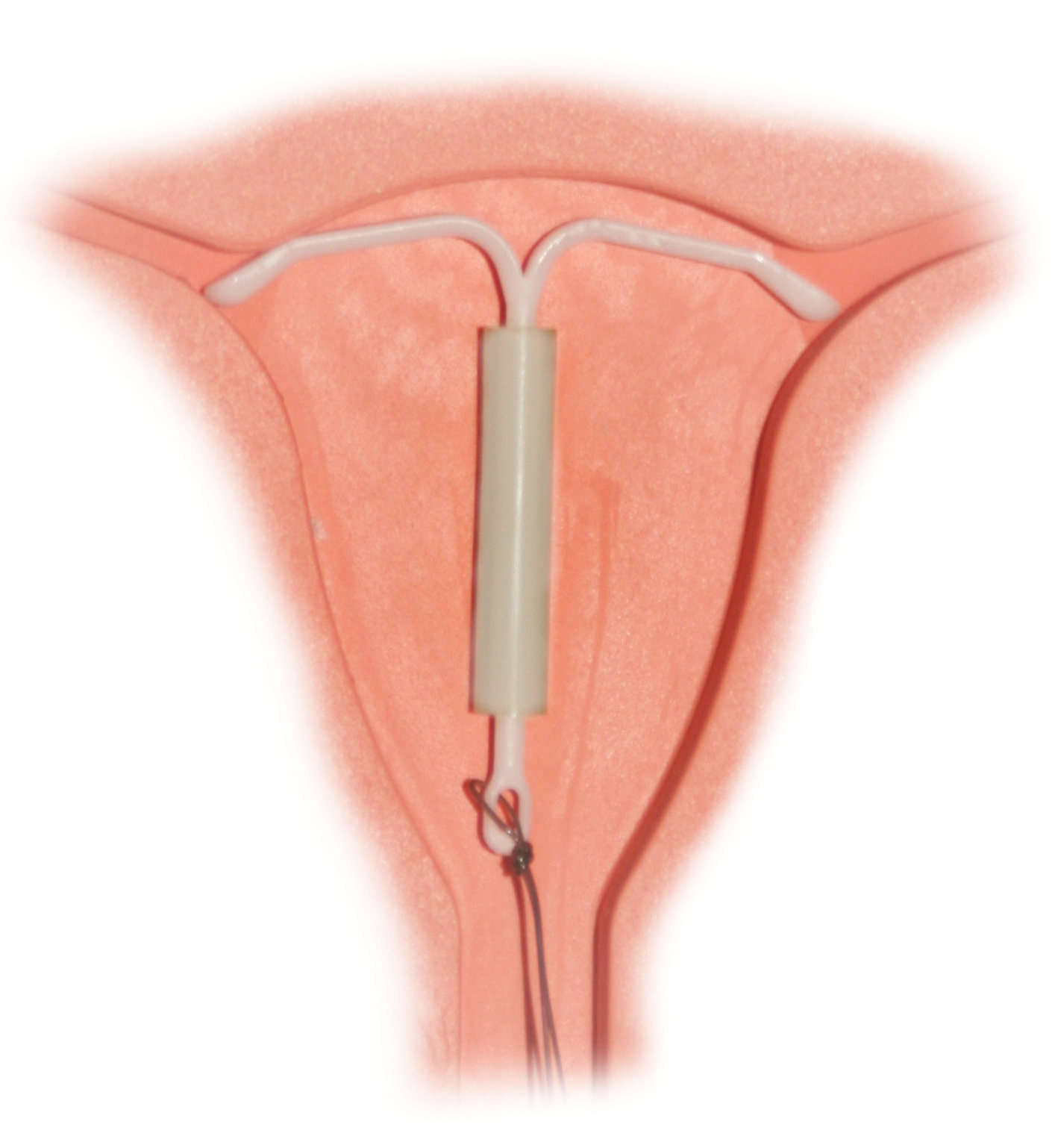
Posizionamento della spirale intrauterina.

### Dispositivo intrauterino
È considerato esser nientemeno che Ippocrate (IV secolo a.C.) il precursore del dispositivo a spirale intrauterino; egli scoprì l'effetto contraccettivo derivato dal collocamento di un corpo estraneo nell'utero di alcuni animali. Si dovette però attendere fino al 1928 quando il tedesco Richard Richter iniziò la moderna contraccezione intrauterina, che da allora in poi migliorò la sua efficienza e durata.

### Preservativo o condom
Il preservativo si utilizza tanto per prevenire malattie sessualmente trasmissibili sia per evitare gravidanze indesiderate, cioè come contraccettivo. A partire dagli anni ottanta del XIX secolo acquisì una sempre maggior popolarità e il suo uso nel corso del XX secolo si diffuse in tutto il mondo. Il suo basso costo, la completa mancanza di effetti collaterali e la sua caratteristica di doppia protezione (sia nella diffusione delle malattie veneree sia come contraccettivo) l'ha fatto diventare il metodo anticoncezionale più utilizzato al mondo.
Nell'antico Egitto almeno dal 1.000 a.C. si utilizzava un tessuto per coprire il pene. La leggenda del re Minosse (1.200 a.C.) riferisce l'uso della vescica natatoria dei pesci o di vesciche di capra per trattenere lo sperma.
Il preservativo maschile ha anche i suoi antecedenti nell'antica Grecia e nell'antica Roma, dove venivano utilizzate membrane di animali (parti di intestino e la vescica urinaria).
Il medico e chirurgo anatomista padovano Gabriele Falloppio (1523-1562), il quale diede il proprio nome alle trombe di Falloppio, descrisse nel suo libro De morbo gallico un precursore del preservativo composto da una guaina di budella e lino che veniva attaccato al pene con un nastro. Il suo scopo era quello di prevenire le malattie veneree come la sifilide e la gonorrea.

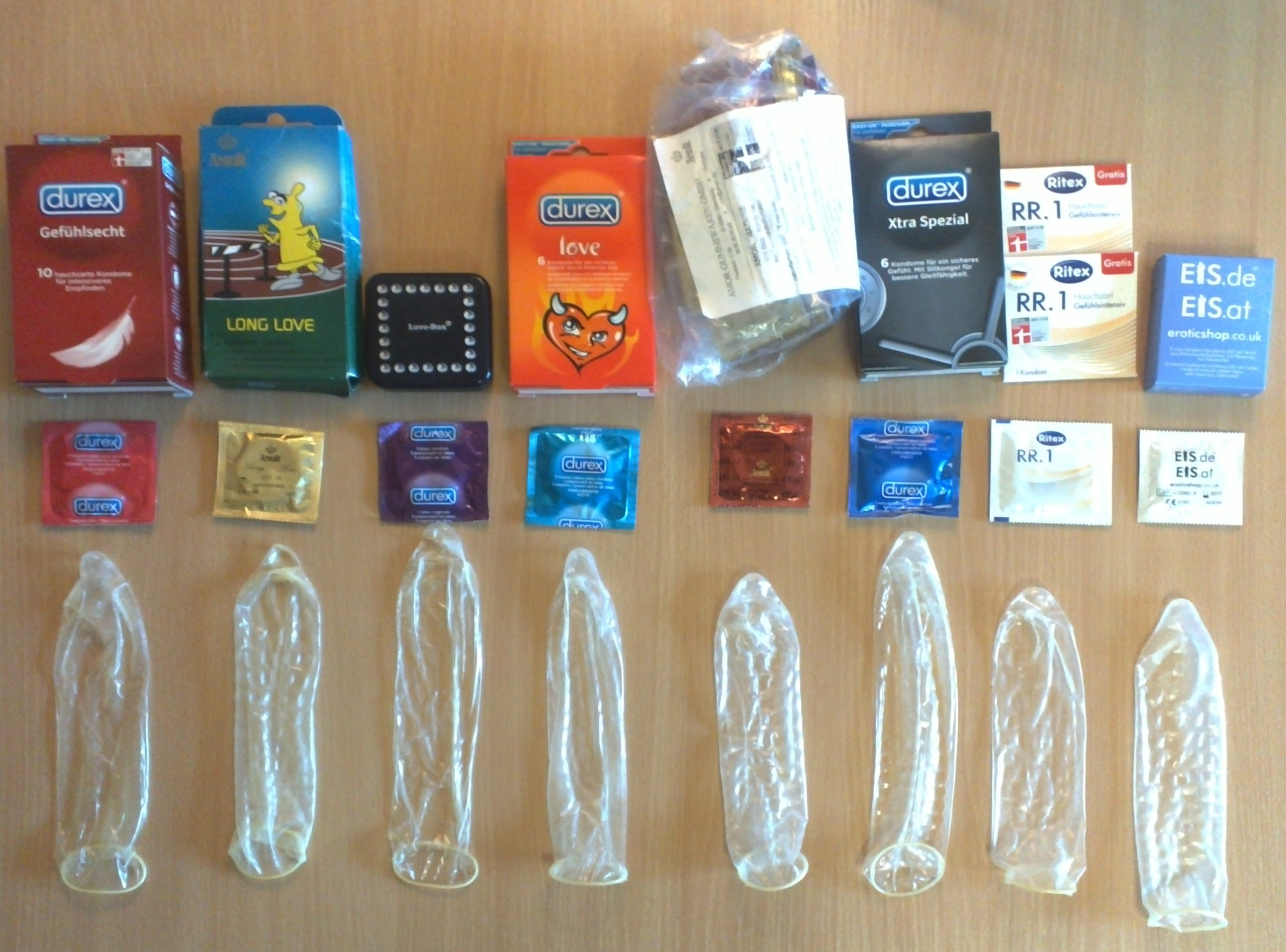
Esempi moderni di profilattico.

Anche se il nome di condom viene attribuito al sovrano Carlo II d'Inghilterra (1630-1685) del regno d'Inghilterra, del regno di Scozia, del regno d'Irlanda e del regno di Francia, questo fatto non è supportato dagli storici. È nel XIX secolo che appare per la prima volta la parola condom o profilattico, in un libro dedicato alla sifilide scritto dal dottor Turner nel 1760.
Nel 1872 inizia la fabbricazione di gomma di origini indiane venduta nelle farmacie della Gran Bretagna. Il primo diaframma (contraccezione) per la contraccezione femminile appare nel 1880. Nel 1993 comincia la commercializzazione del profilattico femminile.
Nel corso del 2000 il British Museum ha fatto esporre i preservativi più antichi del mondo, comprendenti un lasso di tempo di circa 450 anni, rinvenuti durante le varie missioni di scavo archeologiche effettuate negli anni ottanta in Dudley Castle, nell'Inghilterra centrale. I campioni esposti rappresentano i secoli XVI, XVII e XVIII. È interessante notare che questi campioni sono talmente ben conservati da assomigliare a quelli attualmente fabbricati industrialmente in lattice.
Questi preservativi a base di intestini animali sono cuciti accuratamente a un'estremità mentre l'altra estremità ha un nastro che permette, una volta posizionati, di rimanere ben stretti. Secondo gli esperti questi preservativi servivano per gli uomini frequentatori abituali di case di tolleranza; essi non furono pertanto utilizzati principalmente come contraccettivo bensì come protezione contro le malattie veneree, soprattutto la sifilide. Si ritiene che prima dell'uso fossero stati immersi nel latte tiepido con funzione di ammorbidente.
Nel 2010 il papa Benedetto XVI sostenne in alcuni eccezionali e specifici casi l'uso del profilattico, come nei rapporti sessuali con prostitute. Tutto questo si riflette nel libro del 2010 Licht der Welt, Interview mit Papst Benedikt XVI (Luce del mondo. Il Papa, la Chiesa e i segni del tempo. Una conversazione con il Santo Padre) dello scrittore tedesco Peter Seewald.

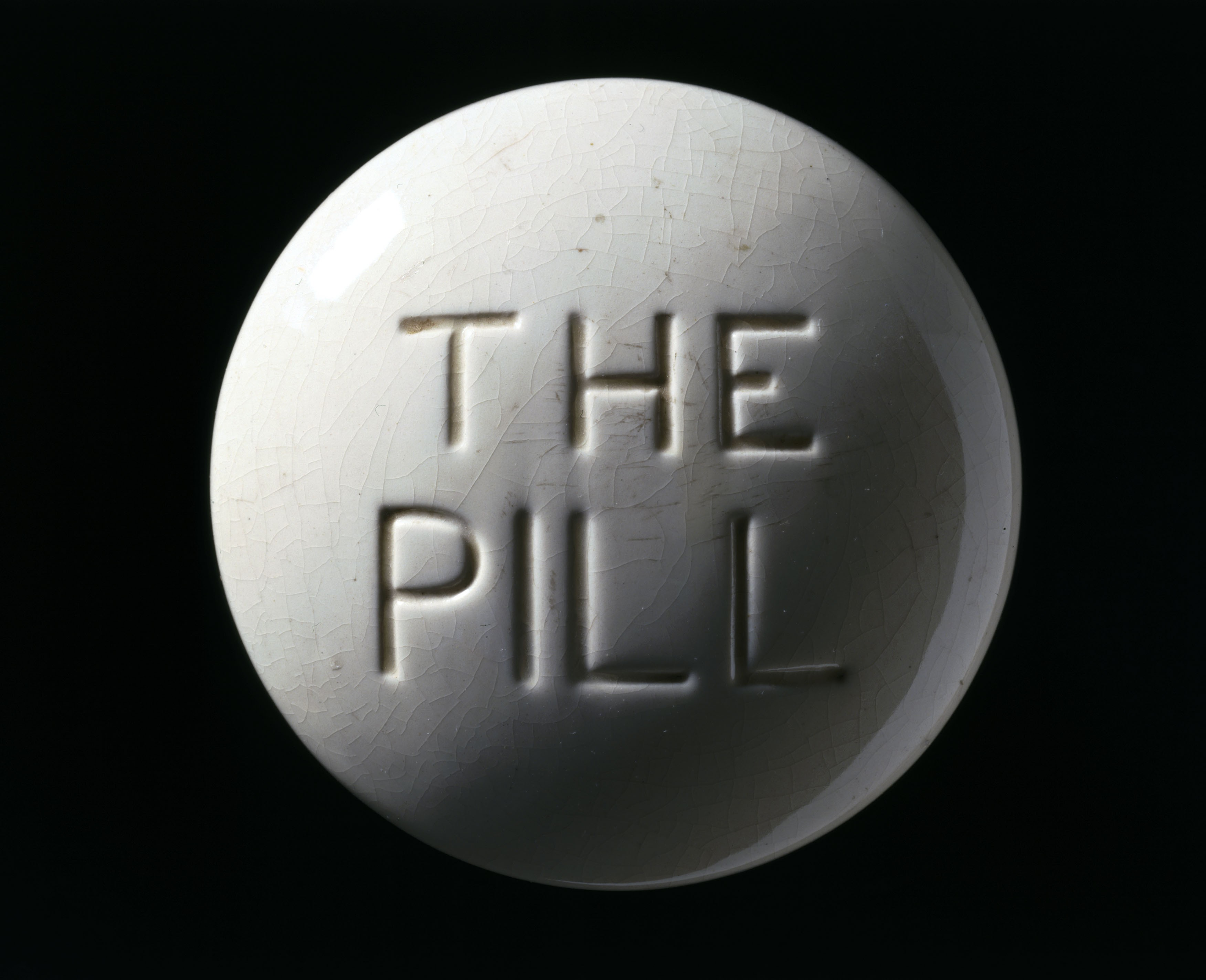
Modello di pillola anticoncezionale (1970).

### Contraccezione ormonale orale
L'inventore del primo contraccettivo orale è considerato essere il chimico messicano Luis Ernesto Miramontes Cárdenas, il quale sintetizzò nel 1951 il Noretisterone ed il cui brevetto venne ottenuto da Carl Djerassi e George Rosenkranz, appartenenti alla compagnia chimica messicana Syntex S.A. Furono anche fondamentali i contributi dati da Russel Marker, Gregory Goodwin Pincus (con la collaborazione di Min Chueh Chang e John Rock) e di Margaret Sanger; quest'ultima attraverso Planned Parenthood riuscì ad ottenere finanziamenti per sostenere lo sviluppo della pillola anticoncezionale.
La pillola, col nome commerciale di Enovid, venne testata per la prima volta nel 1954 su 50 donne del Massachusetts, mentre un test su più larga scala avvenne nel 1956 a Porto Rico (isola amministrata dagli Stati Uniti) su un gruppo di 225 donne povere e non istruite; vi fu un alto tasso di abbandono e di effetti collaterali, nonostante ciò venne approvata dalla Food and Drug Administration (FDA) nel 1957 come regolatore del ciclo mestruale. Nel 1960 la FDA ne permise finalmente la sua vendita anche come contraccettivo, seppur nel foglietto illustrativo non vi fossero incluse le informazioni sui rischi e gli effetti collaterali (questo durò fino al 1978).
Il 9 maggio del 1960 la FDA propose la vendita della pillola contraccettiva nel territorio statunitense, proposta che verrà approvata il 23 giugno di quello stesso anno. La sua commercializzazione e uso di diffuse rapidamente nel periodo immediatamente successivo, finendo per essere considerata come uno dei progressi maggiormente significativi nella storia della contraccezione e trasformando nel volgere di brevissimo tempo l'attività sessuale umana femminile.
La pillola venne migliorata costantemente fino a arrivare ad essere una delle alternative più efficaci (99,5%) alla gravidanza nonché uno dei metodi anticoncezionali più sicuri.
Oggi milioni di donne in tutto il mondo utilizzano la pillola, il 19% delle donne tra i 15 e i 44 anni, mentre oltre il 60% delle donne (sempre tra i 15 e i 44 anni) usano un qualche tipo di anticoncezionale. Il suo metodo di utilizzo tuttavia varia a seconda delle regioni o dei paesi presi in esame, con un minimo dell'1% in Giappone. In Spagna la commercializzazione e l'uso della pillola contraccettiva è stato legalizzato il 7 ottobre del 1978, più di 20 anni dopo gli altri paesi europei.
Il 9 maggio del 2010 si è celebrato il 50º anniversario della prima comparsa della pillola anticoncezionale.

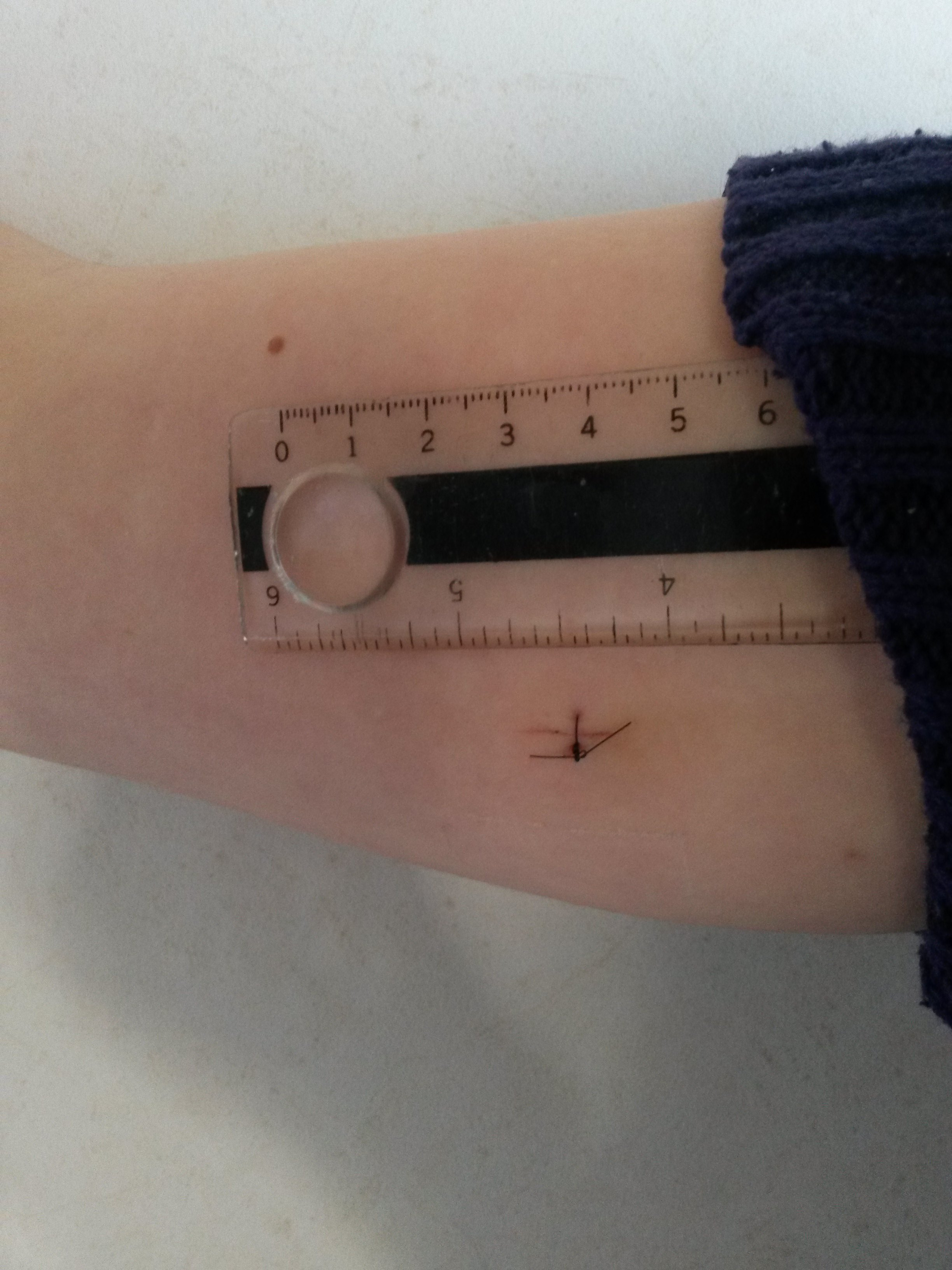
Un Impianto contraccettivo ormonale sottocutaneo.

### Contraccettivo ormonale sottocutaneo (impianto sottocutaneo)
Lo sviluppo dell'Impianto contraccettivo ormonale sottocutaneo o "anticoncezionale sottocutaneo" ebbe il suo inizio nel 1967 quando lo statunitense Sheldon Segal e il cileno Horacio Croxatto proposero l'uso di capsule sottocutanee di polimero a diffusione lenta e prolungata di un principio attivo anticoncezionale chiamato Norplant; successivamente sviluppato nel 1993 in Finlandia, costituisce la prima marca di impianto sottocutaneo con un principio attivo contraccettivo di Levonorgestrel. Il Norplant e l'Implanon sono marche d'impianto di seconda generazione.

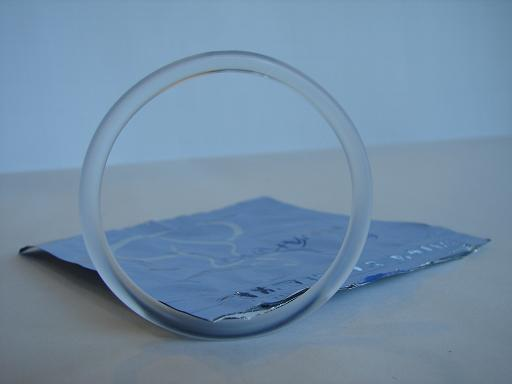
Esempio di anello vaginale.

### Contraccezione ormonale vaginale
A partire dal 2002 si cominciò a commercializzare l'anello vaginale, simile nell'effetto alla pillola ma più comodo da usare, con minori effetti collaterali e con un rendimento del 99,7%.

### Contraccezione d'emergenza (contraccezione post-coitale)
La Contraccezione post-coitale ha inizio con la prima somministrazione di estrogeni post-coitali prodotti nei primissimi anni sessanta. Dal 1975 estende l'uso del cosiddetto metodi di Yuzpe (dal nome del ginecologo e ostetrico canadese Albert Yuzpe); la terapia standard per 25 anni è stata sostituita a partire dalla fine del XX secolo per la cosiddetta pillola del giorno dopo (un composto di levonorgestrel e mifepristone). Nel 2009 si è avviata la commercializzazione dell'Ulipristal acetato (chiamato "pillola dei cinque giorni dopo").

Tabellina del Metodo Ogino-Knaus.

### I metodi naturali
L'idea che vi sia un ricorrente periodo di sterilità nelle donne risale ai tempi antichi, quando si pensava che il periodo più favorevole per il concepimento fossero i giorni immediatamente precedenti e successivi alle mestruazioni, teoria che oggi sappiamo essere errata. Nel 1924 il ginecologo giapponese Kyūsaku Ogino sostenne la moderna teoria del tempo fertile, secondo la quale il giorno dell'ovulazione corrisponde al 14º giorno prima delle mestruazioni; assieme al medico austriaco Hermann Knaus diede il nome al Metodo Ogino-Knaus.
A partire dal 1868 Squiere tenne monitorata la temperatura basale osservandone il suo declino durante il periodo mestruale e la sua ricrescita prima di esso. Nel 1926 Van der Velde stabilì il metodo della temperatura nella repubblica di Weimar; il metodo basato sulla secrezione della mucosa, sviluppato dall'indiano Dorairaj, è una variante dell'osservazione dell'ovulazione (metodo sintotermico).

### Aborto indotto
Fin quasi praticamente alla fine del XIX secolo le pratiche e i concetti concernenti la contraccezione e l'aborto si trovavano a stretto contatto a causa dell'ignoranza che si aveva sul processo del concepimento: la fecondazione dell'ovulo da parte dello spermatozoo (formando lo zigote) che si dividerà convertendosi in morula) e successivamente impiantandosi nell'utero, 7 giorni dopo la morula passerà allo stato di blastula; dopo questo periodo si ritiene che la contraccezione e l'eliminazione, dipendendo dal tempo di sviluppo dell'embrione o feto, debba essere considerata come un aborto.
Si chiama aborto indotto l'aborto di carattere volontario o interruzione volontaria di gravidanza, ossia l'interruzione dello sviluppo embrionale vitale. A differenza di altri metodi contraccettivi i quali agiscono prima dell'impianto o della fecondazione, l'aborto viene eseguito una volta avvenuto l'Annidamento (embriologia) nella parete uterina.
L'aborto è stato storicamente, e continua ad essere tuttora nel mondo, uno dei metodi contraccettivi più usati per il controllo delle nascite e della popolazione.

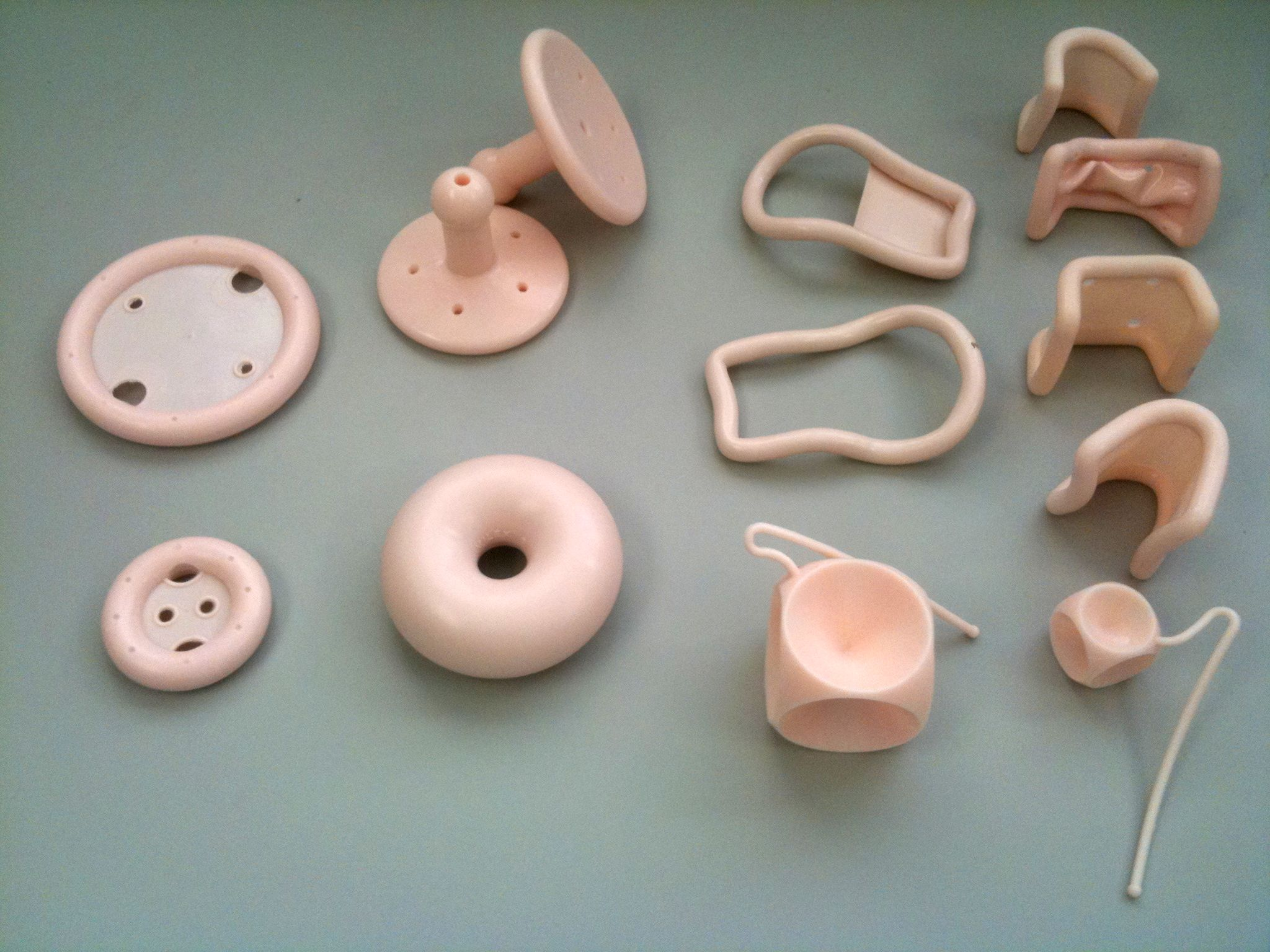
Esempi di pessario.

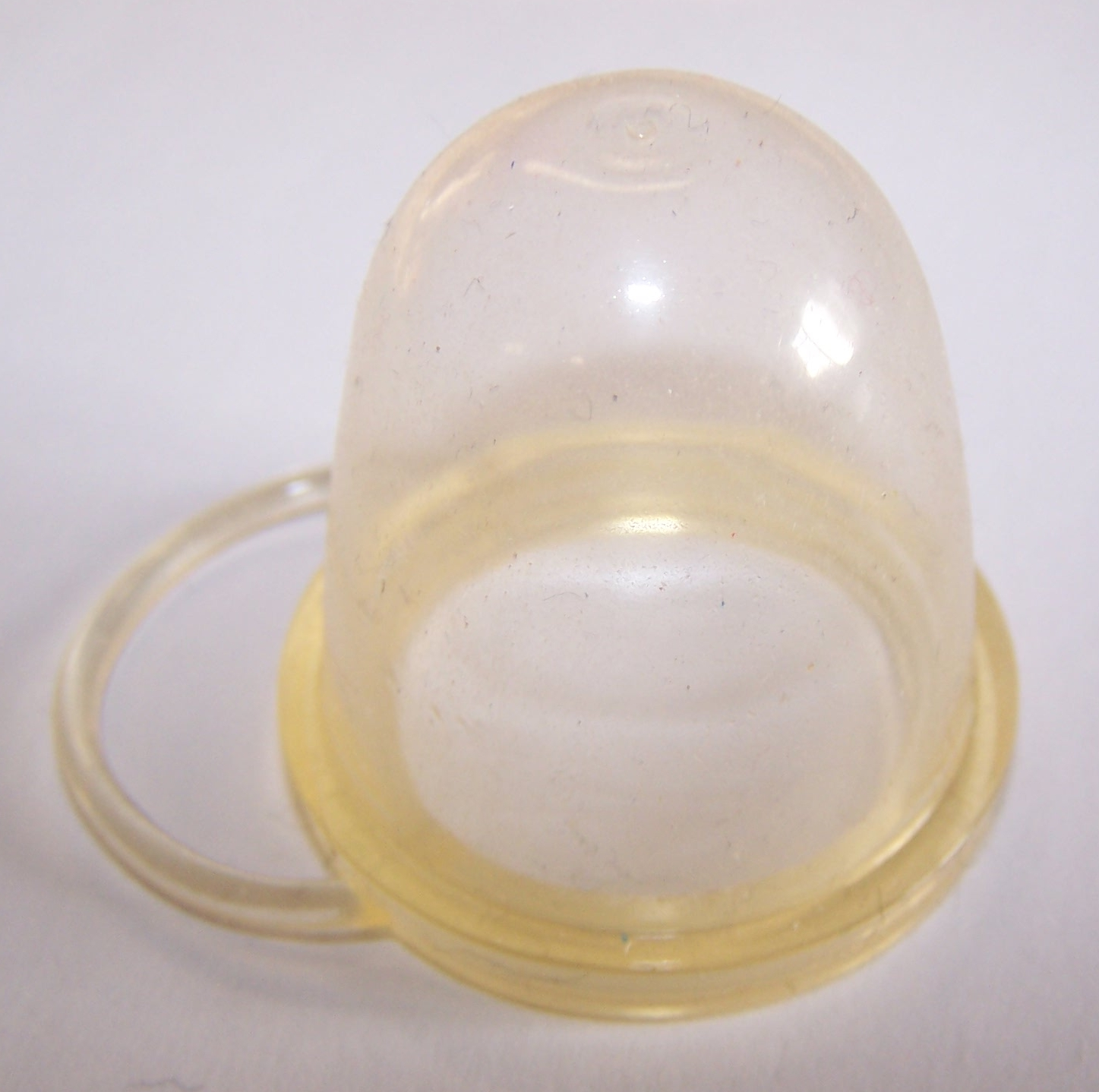
Un cappuccio cervicale.